# 杰茜卡·赫尔
杰茜卡·乔利夫（英語：Jessica Jolliffe，1996年10月22日—），婚前姓氏赫尔（Hull），澳大利亚女子田径运动员，2023年世界越野锦标赛混合接力铜牌得主、2024年夏季奥林匹克运动会女子1500米银牌得主。